# Херман I (Тек)
Херман I фон Тек (на немски: Hermann I von Teck“; † между 20 декември 1313 и 17 април 1314) е херцог на Тек от линията Оберндорф.

## Произход
Той е вторият син на херцог Лудвиг I фон Тек († 1283) и вероятно на Ирмелгард фон Баден. Брат е на херцог Лудвиг II († 1282) († 1292) и на Агнес фон Тек († 1296), омъжена 1283 г. за Конрад I, господар на Лихтенберг († 1294/1305).

## Фамилия
Херман I се жени за Беатрикс фон Геролдсек († сл. 12 юли 1302), дъщеря на граф Хайнрих I фон Геролдсек-Велденц († 1296/1298) и Агнес фон Велденц († сл. 1277) или за Беатрикс фон Тюбинген, дъщеря на граф Готфрид I фон Тюбинген-Бьоблинген († 1316) и Елизабет фон Фюрстенберг († 1296). Те имат децата:
- Лудвиг IV († 1352), херцог (граф) на Тек, женен за фон Геролдсек († сл. 1352), дъщеря на Валтер III фон Геролдсек, фогт на Ортенау († 1323) и Сузана фон Верд († сл. 1311)
- Херман II († 1319), херцог на Тек-Оберндорф, женен 1313 г. за Вилибиргис фон Тюбинген, дъщеря на граф Готфрид I фон Тюбинген-Бьоблинген († 1316) и Елизабет фон Фюрстенберг
- Фридрих II († 1342), херцог на Тек, женен пр. 13 юни 1336 г. за Анна фон Монтфорт-Тетнанг, дъщеря на граф Вилхелм I „Богатия“ фон Монтфорт-Брегенц († 1348/1350) и Кунигунда фон Раполтщайн
- Лудвиг V (Лутцман) († 1332/1334), херцог на Тек, женен пр. 22 април 1315 г. за Елизабет фон Фробург († сл. 1327), дъщеря на граф Хартман фон Фробург († 1281/1285) и Ита фон Волхузен († сл. 1299)
- Беатрикс († сл. 1313), монахиня в Ротенмюнстер